# Twisted
Twisted är en amerikansk-tysk thrillerfilm från 2004 i regi av Philip Kaufman. 

## Handlling
Den unga kvinnan Jessica Shepard har nyligen blivit befordrad till poliskommissarie. Hennes första fall involverar en seriemördare som tar livet av sina till synes slumpvist utvalda offer på ett minst sagt makabert sätt. Sakta men säkert börjar dock Jessica att urskilja ett mönster, och hon inser till sin stora förskräckelse att de mördade alla är män som hon haft en sexuell relation med. Som om inte det vore nog pekar alla bevis på henne och snart blir hon huvudmisstänkt i sin egen utredning. 

## Rollista (urval)
- Ashley Judd - Jessica Shepard
- Samuel L. Jackson - John Mills
- Andy Garcia - Mike Delmarco
- David Strathairn - dr. Melvin Frank
- Russell Wong - löjtnant Tong
- Camryn Manheim - Lisa
- Mark Pellegrino - Jimmy Schmidt